# Lobocleta griseolimbata
Lobocleta griseolimbata là một loài bướm đêm trong họ Geometridae.